# F1 Racing
F1 Racing är en branschtidning om formel 1 och är störst i världen inom sitt område.
Tidningen utkommer i många länder med 12 nummer per år.
I Sverige lades tidningen ned i början av 2008. Mats Ohlsson var redaktör och den gavs ut av First Publishing Group AB.

## F1 Racing Awards
Varje år röstar F1 Racings läsare fram priser för Årets förare, Årets man, Årets bil, Årets start, Årets nykomling, Årets mest förbättrade stall och förare, Årets kvalare, Årets personlighet, Årets tekniske direktör och Årets körning.